# Državna meja med Mehiko in Združenimi državami Amerike
Državna meja med Mehiko in Združenimi državami Amerike je državna meja, ki loči Mehiko in Združene države Amerike. Razlega se od Tihega oceana na zahodu do Mehiškega zaliva na vzhodu. Meja prečka različne terene, od gosto naseljenih mest do nenaseljenih puščav. Meja na mejnih prehodih letno zabeleži približno 350 milijonov prečkanj meje. S tem je najbolj prečkana meja na svetu.
Skupna dolžina kopenske meje znaša 3.145 kilometrov. Od Mehiškega zaliva sledi strugi reke Rio Grande do mejnega prehoda v Ciudadu Juarezu (Chihuahua) in El Pasu (Teksas). Nadalje preči puščavi Chihuahua in Sonora do delte reke Kolorado pred stičiščem s Tihim oceanom.